# Ілліно (Ферзиковський район)
Ілліно (рос. Ильино) — село в Ферзиковському районі Калузької області Російської Федерації.
Населення становить 13 осіб. Входить до складу муніципального утворення Октябрська сільрада.

## Історія
Від 2004 року входить до складу муніципального утворення Октябрська сільрада

## Населення
| 2002 | 2010 | 2011 |
| ---- | ---- | ---- |
| 18   | ↘13  | →13  |